# Bellator 11
Bellator 11 foi um evento de MMA (artes marciais mistas) organizado pelo Bellator Fighting Championships, realizado na Mohegan Sun Arena, em Uncasville, Connecticut nos Estados Unidos no dia 12 de junho de 2009. Foi transmitido nacionalmente nos EUA através de VT (video-tape) na noite seguinte, sábado 6 de junho, através de um acordo de exclusividade com a ESPN Deportes.
O evento contou com a final do torneio dos meio-médios. Todas as lutas foram disputadas sob as regras unificadas de MMA.